# یوآربی۶۰۲
یوآربی۶۰۲ (به انگلیسی: URB602) یک ترکیب شیمیایی با شناسه پاب‌کم ۱۰۹۷۹۳۳۷ است. که جرم مولی آن ۴۷۶٫۵۲ g/mol می‌باشد. شکل ظاهری این ترکیب، بلورهای جامد است.